# Kitona
Kitona ist eine Stadt mit etwa 4000 Einwohnern in der Provinz Kongo Central in der Demokratischen Republik Kongo. Es liegt im Südwesten des Landes entlang des Atlantischen Ozeans, etwa 190 Meilen südwestlich der Hauptstadt Kinshasa. Nach dem Zweiten Weltkrieg wurde dort ein belgischer Militärstützpunkt, einschließlich eines Luftwaffenstützpunkts, zusammen mit einem weiteren in Kamina eingerichtet. Beide Basen spielten während der Kongokrise Anfang der 1960er Jahre eine wichtige Rolle.
Nach Ausbruch des Zweiten Kongokrieges am 4. August 1998 landeten ruandische und ugandische Streitkräfte unter dem Kommando von James Kabarebe auf dem Luftwaffenstützpunkt und eroberten schnell die Stadt. Sie wurde anschließend von einer an der Regierung ausgerichteten angolanischen Truppe mit Panzern zurückerobert, die am 22. August aus der Provinz Cabinda vertrieben wurden.
Koordinaten: 5° 55′ S, 12° 27′ O